# Gickel

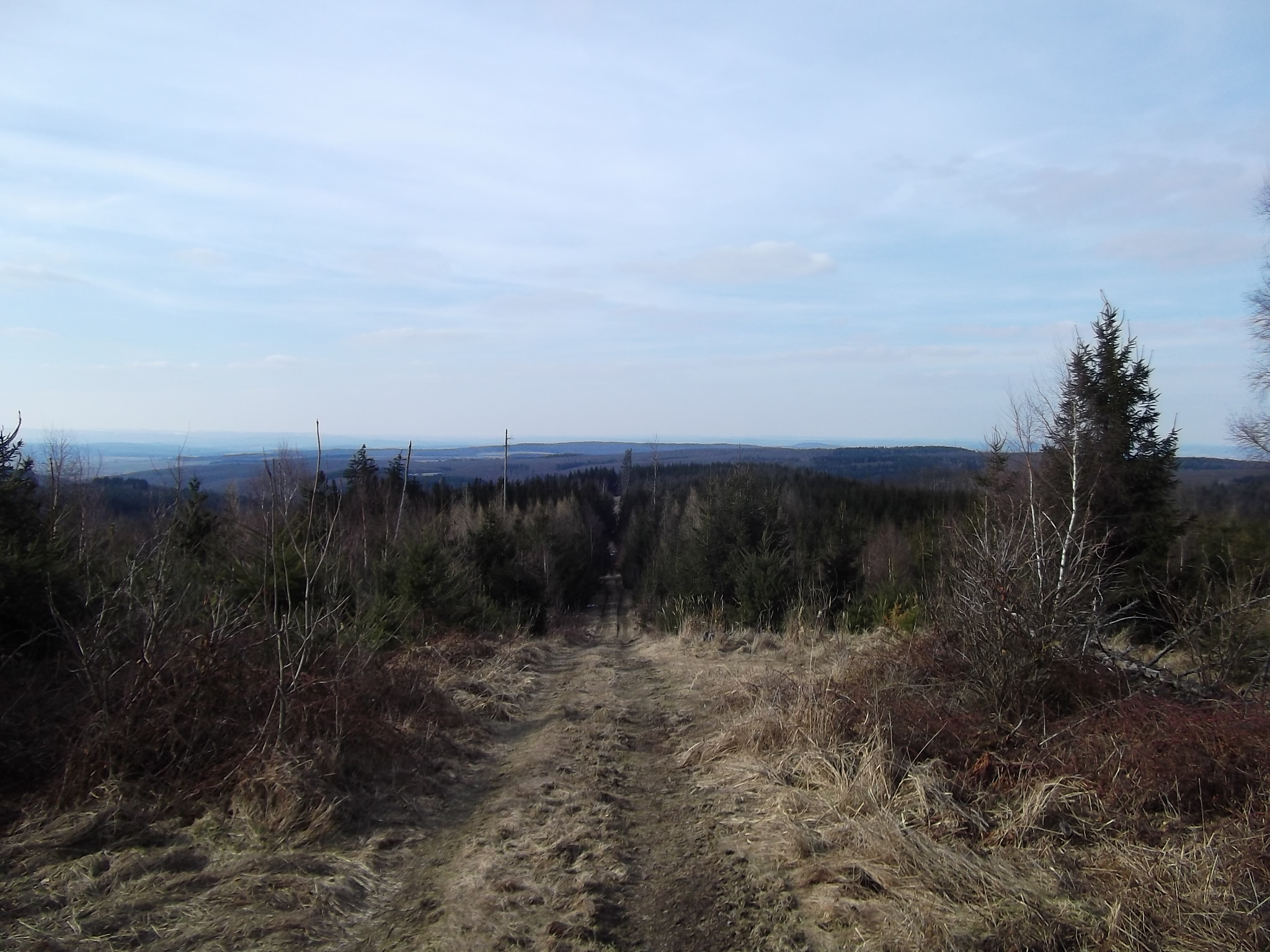
Blick vom Gickel nach Nordwesten mit mittig links erkennbarem Westerwald

Der Gickel bei Bodenrod im hessischen Wetteraukreis ist ein 505,1 m ü. NHN hoher Berg in der Nähe des Hesselbergs (ca. 518 m) im Taunus.

## Geographie

### Lage
Der Gickel liegt im Nordosten des Östlichen Hintertaunus im Naturpark Taunus. Im Butzbacher Wald gelegen erhebt sich sein Gipfel knapp 400 m nördlich von jenem des Hesselbergs und etwa 900 m ostnordöstlich der Dorfkirche des Butzbacher Ortsteils Bodenrod. Nach Nordnordwesten fällt die Waldlandschaft zum etwa 2 km (je Luftlinie) entfernten Weiperfelden (zu Waldsolms) im benachbarten Lahn-Dill-Kreis ab.

### Nachbarberge
Zu den Nachbarerhebungen des Gickels gehören neben dem bereits angesprochenen Hesselberg (ca. 518 m)  sein Nordostausläufer Hainbuchenkopf (492,3 m), der nordnordöstlich davon über eine Scharte zu erreichende Hinterste Kopf (491,1 m), der 2,4 km östlich liegende Brüler Berg (424,2 m), der 1,7 km südwestlich gelegene Donnerskopf (485,2 m), der 2 km westlich befindliche Eselsberg (439,2 m) und der 2,1 km (je Luftlinie) nordwestlich liegende Hardenberg (439,4 m).

### Wasserscheide und Fließgewässer
Der Gickel liegt auf der Wasserscheide zwischen Lahn und Main, zwei Nebenflüssen des Rheins. Nördlich vorbei verläuft etwa in Ost-West-Richtung in Quellnähe der Oberlauf des in Espa entspringenden Lahn-Zuflusses Solmsbach, der vom westlich der Erhebung von Bodenrod nach Norden fließenden Eichelbach gespeist wird. Östlich verläuft in Quellnähe der Oberlauf des Fauerbachs, dessen Wasser durch die Usa und Wetter den Main erreicht.

### Naturräumliche Zuordnung
Der Gickel gehört in der naturräumlichen Haupteinheitengruppe Taunus (Nummer 30), in der Haupteinheit Östlicher Hintertaunus (302) zum Naturraum Bodenroder Kuppen (302.2).

## Verkehrsanbindung
Nördlich vorbei am Gickel führt entlang des Solmsbachs zwischen Espa und Weiperfelden die Landesstraße 3053, westlich verläuft zwischen Bodenrod und Weiperfelden die L 3270 und im Südwesten trifft bei Bodenrod die von dort nach Münster führende L 3353 auf die L 3270. Vorbei an der Erhebung führt der Europäische Fernwanderweg E3.